# باتری لیتیمی

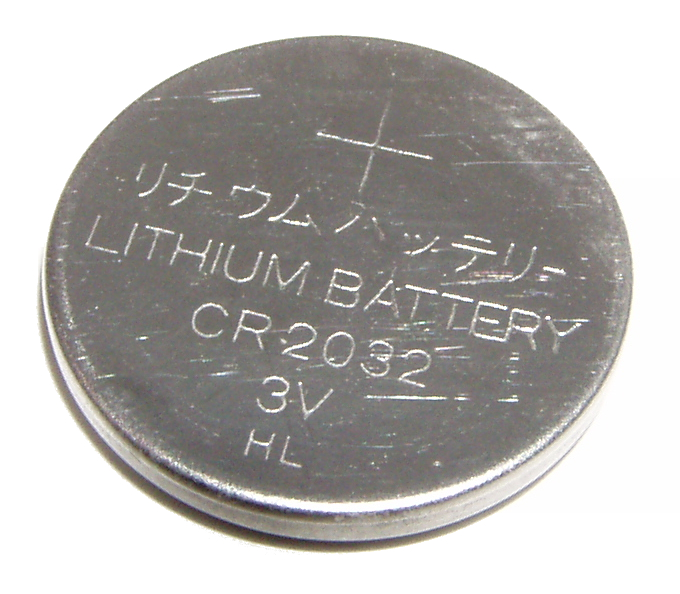
نمونه‌ای از باتری لیتیمی با ولتاژ اسمی ۳ ولت

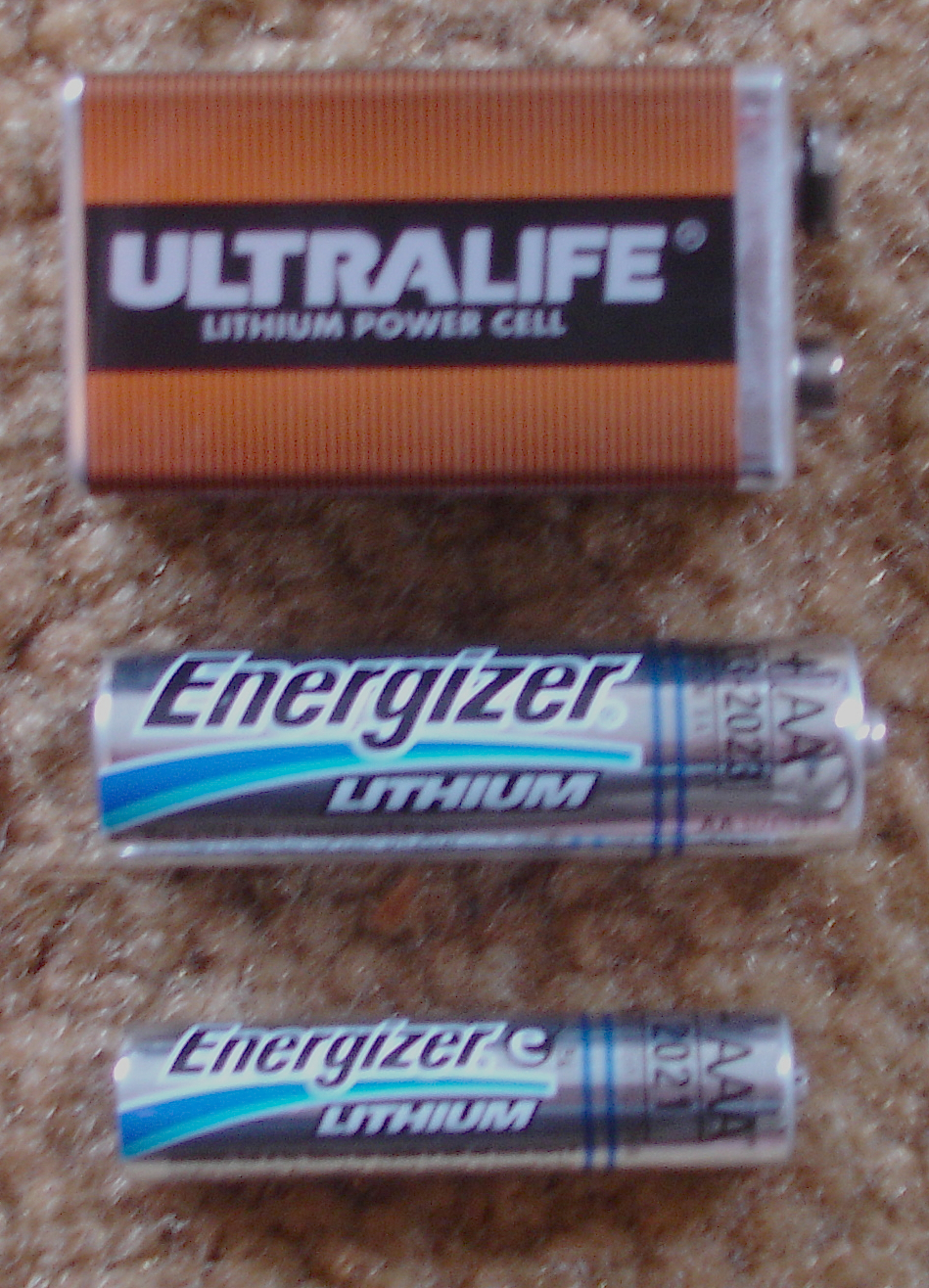
سه سایز مختلف از باتری‌های لیتیمی

باتری‌های لیتیمی(به انگلیسی: Lithium battery) گونه‌ای از باتری‌های نوع اول است که در آن از لیتیم به حالت فلزی یا ترکیبات آن به عنوان آند استفاده می‌شود. این باتری‌ها دارای توان بالاتر در واحد وزن کمتر و مدت نگهداری و عملکرد بالایی هستند اما از نظر قیمت در مقایسه با پیل‌های مشابه از قیمت بالاتری برخوردار است. این باتری‌ها از ولتاژ ۱٫۵ ولت تا ۳٫۷ ولت را تأمین می‌کنند.